# Лагери за принудителен труд в комунистическа България
Трудововъзпитателните лагери – ТВО (Трудово-възпитателни общежития), наричани от някои автори също и концлагери, са държавна институция, част от наказателната система, съществувала в рамките на тоталитарния комунистически режим в България, която играе основна роля в налагания от него масов терор. Създадени са с Наредба-закон за създаване на трудововъзпитателни общежития от 20 декември 1944 г., приета от правителството на Кимон Георгиев, и функционират до края на режима, с особена интензивност до 1962 г.
Целта на концлагерите е в тях да бъдат затваряни с административно решение – без съдебен процес – хора с криминални прояви и „застрашаващи обществения ред“. Първоначалният срок на затваряне е до 6 месеца, но той може да бъде удължаван многократно със заповед на вътрешния министър. Десетки хиляди затворници са изпратени в тези институции.

## История на трудовите лагери в България (1944 – 1989)
Червената армия нахлува в България през септември 1944 г. и незабавно партизаните извършват репресии. В масовите беззакония, продължили няколко месеца след Деветосептемврийския преврат до постепенното им поставяне под контрол от властите със създаването на т.нар. „Народен съд“ в края на годината, са убити или безследно изчезнали според различни оценки между 20 000 и 40 000 души. Тези кланета са активно насърчавани от Георги Димитров, който изпраща телеграма от Москва, седмица след пристигането на съветската армия в София, призовавайки за „изпепеляване на всички знаци за български джингоизъм, национализъм или анти-комунизъм“. На 20 септември, Централният комитет призовава „анти-комунистическата съпротива“ и „контрареволюционерите“ да бъдат изтребени.
Първият концентрационен лагер е създаден през ноември 1944 година в Зелендол и в него, в изпълнение на изисквания на примирието, са затворени 203 граждани на Германия и нейни съюзници.
Официално концлагерите се създават на 11 януари 1945 г. с Указ № 8 на регентите, по предложение на министъра на вътрешните работи Антон Югов, и по съветски образец са наричани Трудово-възпитателни общежития (ТВО). Решението е одобрено от всички партии в Отечествения фронт, включително онези, чиито членове скоро се озовават в центровете. Една категория от затворниците включва сводници, изнудвачи, просяци и безделници, а друга всички онези, считани за политическа заплаха за стабилността и сигурността на държавата. Властта да изпълни този указ се дава на бюро Държавна сигурност в Министерството на вътрешните работи. През следващото десетилетие поредица от закони и укази засилват властта на държавната полиция.
Първият концентрационен лагер за политически противници на режима е създаден през януари 1945 година в Свети Врач – там са събрани около 800 души, които работят по железопътната линия Крупник – Кулата. Малко по-късно те са преместени на железопътната линия Дупница – Бобовдол – лагерът там действа до септември, като броят на затворените надхвърля 1600 души. През октомври е създаден нов лагер при мина „Куциян“ в Перник. Към края на 1945 година броят на затворените в лагери стига 3298 души.
Не всички хора, определени като нежелани са изпратени в лагери за принудителен труд. Депортация – принудително преселване в далечни провинциални райони – е друг използван метод. Между 1948 и 1953 г. около 25 000 души са депортирани.
През следващите няколко години броят на лагерите се разраства. В началото на 1947 година е създаден лагер в Ножарево, Тутраканско, който за известно време е най-големият в страната – с към 2000 лагеристи през 1949 година – и е последният закрит преди „Белене“. Специален лагер за жени е създаден в манастир при Търново, а през 1947 година е преместен в село Босна, Тутраканско. В началото на 1948 година, от „Куциян“ е отделен нов концентрационен лагер към близкия рудник при село Богданов дол, който функционира до 1951 година.
Дейността на лагерите е регламентирана с приетия на 25 март 1948 г. Закон за Народната милиция, който дава законна основа на практиката за затваряне в лагери без съдебна присъда. Той определя няколко категории хора, които Министерството на вътрешните работи може да задържа по административен път:
- лица с фашистки и антинародни прояви
- изнудвачи, измамници и рецидивисти
- сводници, сутеньори и лица, опасни за обществения морал
- комарджии, просяци и лица със скандално поведение
- спекуланти и черноборсаджии

Задържанията трябва да стават със заповед на вътрешния министър, а при първата група и с одобрението на главния прокурор, като срокът е до една година, но с възможност за удължаване. На практика законът често е заобикалян.
При две големи кампании през 1949 г. – преди местните избори през май и след смъртта на Георги Димитров през юли – в лагерите са затворени около 4000 души, повечето от които са освободени през октомври. Това става без да се спазва процедурата на закона, което предизвиква протестите на главния прокурор. Към края на годината броят на концлагеристите е около 4500, включително 1700 в Богданов дол, 800 в Белене, 200 в Ножарево.

### Лагерът „Белене“ (1950 – 1956)
През 1950 г. е взето решение въдворяванията да стават само на едно място – в лагера „Белене“, разположен на Персин, остров в река Дунав близо до Румъния. През есента на същата година там има 1097 лагеристи. През следващите месеци останалите лагери са закрити, като последен сред тях е този в Ножарево, действал до средата на 1952 година, а повечето лагеристи са прехвърлени в „Белене“.
През януари 1951 г. Политбюро на ЦК на БКП определя нов ред за въдворяванията, които са възложени на комисия, начело с вътрешния министър. Тя трябва да преценява, кои лица не може или не е целесъобразно да бъдат съдени и затова трябва да бъдат въдворени по административен път, като срокът на въдворяването е увеличен на 7 години.
През 1952 г. работи специална комисия за преглед на заповедите за въдворяване, включваща висши функционери като члена на Политбюро Георги Дамянов и вътрешния министър Георги Цанков, която освобождава 1228 души. Към края на годината броят на въдворените е 2348, над 90% от тях по политически причини.
През лятото на 1953 година министър-председателят Вълко Червенков, по указания от новите съветски власти след смъртта на Йосиф Сталин, обявява на заседание на ЦК на БКП трудовите лагери за „произвол“. На 5 август почти половината политически затворници в Белене са освободени, като в лагера остават 1059 души. На 5 септември е взето решение за закриване на лагера, като малко повече от половината затворници са освободени, а останалите остават в затвора и срещу тях започват съдебни процеси.
Между 1954 – 1956 депортациите спадат почти до нула. Белене обаче остава в действие.

### Втори етап (1956 – 1962)
Лагерът в Белене е възстановен на 5 ноември 1956 г. Голям брой нови затворници пристигат в Белене след Унгарското въстание от 1956 г. и „криминална вълна“ в София в началото на 1958 г. Сред личностите, държани в Белене през този период, е Константин Муравиев, последният министър-председател на България преди Деветосептемврийския преврат. Броят на затворените нараства и през 1959 година достига 1896 души.
През август 1959 година Политбюро взема решение да се „ликвидират трудововъзпитателните общежития в страната“ и повечето затворени в „Белене“ са освободени или изправени пред съд. Въпреки това по преценка на вътрешното министерство 166 души са задържани и прехвърлени в новосъздадения лагер „Слънчев бряг“ край Ловеч, където са използвани за работа в каменна кариера. През лятото на 1961 година около 300 затворнички в „Слънчев бряг“ са отделени в нов в Скравена, Ботевградско, също с каменна кариера.
През ноември условията осезаемо се подобряват в Ловешкия лагер. През пролетта на 1962 г. Политбюро създава комисия, водена от Борис Велчев, за инспекция на Ловешкия лагер, който е затворен през април в резултат на посещението на делегацията. През лагерите в Ловеч и Скравена преминават общо около 1200 души, от които 149 умират насилствено.

### Системата на лагерите в периода между 1962 г. и 1989 г.
Интензивността на държавните репресии варира през тези години. Решение на Политбюро през 1962 г. казва, че отделен индивид може да бъде затворен и назначен на принудителен труд без съд и присъда. Репресиите през този период са повече административни, отколкото политически, и на тях са подложени обвинени в социален паразитизъм или „разпуснат морал“, често с информация, дадена от „организациите на народа“ като кварталните секции на Отечествения фронт. През 1980-те години много турци са изпратени в Белене.

## Обхват и мащаби на системата на лагерите
През 1990 г. БКП се преименува в Българска социалистическа партия и назначава комитет за проучване на лагерите. Той установява, че между 1944 г. и 1962 г. има приблизително 100 лагера за принудителен труд в страната. Между 1944 г. и 1953 г. около 12 000 мъже и жени минават през тези лагери и допълнителни 5000 между 1956 и 1962 г. Според един свидетел само в Белене има 7000 през 1952 г. Друга оценка е общо 186 000 затворници през този период. Окончателен брой е трудно да се установи.

## Памет за жертвите на режима
По инициатива на енорийския свещеник отец Паоло Кортези на 26 април 2014 г., в град Белене, в Културния център, посветен на убития от комунистите през 1952 г. католически свещеник Евгений Босилков е учредена фондация за реализиране на идеята за изграждането на мемориал на жертвите на комунистическия режим в България на мястото на бившия лагер край града. Датата е избрана за да бъде отбелязана 65-годишнината от 27 април 1949 г., когато с решение на правителството на БКП на остров Персин до тогавашно село Белене и прилежащите край него други по-малки острови е създадено трудово-възпитателно общежитие (ТВО), което бързо е превърнато в най-големия концлагер за политически противници на режима.